# Leon Marcotte
Leon Alexandre Marcotte (* 15. Mai 1824 in Valognes; † 25. Januar 1887 in Paris) war ein Architekt und Innenausstatter.

## Leben
Leon Marcotte stammte ursprünglich aus Frankreich. Er besuchte die École des Beaux Arts und erhielt eine Ausbildung bei dem Architekten Henri Labrouste. Vermutlich lernte er schon zu dieser Zeit Detlef Lienau kennen. Wie dieser übersiedelte er 1848 nach New York. Mit seinem Schwager Auguste-Emile Ringuet-Leprince, der 1835 Marie-Felicité Marcotte geheiratet hatte, gründete er ein Möbelgeschäft. Sein jüngerer Bruder Charles war ebenfalls beteiligt, außerdem Augustus Fredin. Die Firma kam bei den neureichen Unternehmern in den USA bald in Mode. Ringuet-Leprince, der aus einer alten Ebenistenfamilie stammte, hatte 1844 eine Medaille bei der Weltausstellung in London gewonnen und sich schon von Europa aus einen amerikanischen Kundenstamm aufgebaut. Darunter waren etwa Mathew Morgan, Mrs. Samuel Jaudon und Delancy Kane sowie James Colles.
Nach ihrer Ankunft in New York gegen Ende des Jahres 1848 eröffneten Marcotte und sein Schwager ihr Geschäft am Lower Broadway. Später zog die Firma mehrfach um. Marcotte übernahm die Kundenbetreuung in den USA, während Ringuet-Leprince den Kontakt zu Frankreich aufrechterhielt, von wo zunächst ein großer Teil der Möbel bezogen wurde. Bis 1849 trug die Firma wie schon in Europa den Namen Maison Ringuet-Leprince, von 1848 bis 1860 hieß sie Ringuet-Leprince & L. Marcotte, danach bis 1918 L. Marcotte & Co.
Auch Lienau reüssierte in den USA und machte ab 1851 und bis 1854 zusammen mit Marcotte Geschäfte; er gab später auch Marcottes Firmensitz seine Gestalt. Marcotte war unter anderem bei der Ausstattung von Lockwood-Mathews Mansion beteiligt.
1859 heiratete Marcotte die Tochter eines Pariser Malers, Louise-Marie de Rudder. In den 1860er Jahren florierte die Firma besonders, und 1867–1868 wurde die neue Fabrik nach Lienaus Plänen in 158-164 West 32nd Street gebaut. Auch den Laden und das Ausstellungsgebäude, die zwei Jahre später errichtet wurden, gestaltete Lienau. 1868 wurde mit Adrian Herzog ein weiterer Partner in das sich vergrößernde Geschäft genommen. 1879 verkaufte Ringuet-Leprince seinen Anteil. Marcotte verlegte nun seinen Hauptwohnsitz nach Paris. Sein dortiger Laden zog von der Avenue de Villars 15 in die Avenue de l’Opéra 11 um. Auch der New Yorker Firmensitz wurde wenig später, 1882, an eine repräsentative Adresse verlegt, und zwar in die 298 Fifth Avenue/31st Street. Auf der Höhe seines Erfolges starb Leon Marcotte im Alter von 62 Jahren in Paris.
Die Firma wurde von Adrian Herzog und seinen Angehörigen sowie von Edmond Leprince-Ringuet weitergeführt. Der Pariser Teil erlosch 1911, der New Yorker Teil 1922, nachdem er 1918 nach Long Island City umgezogen war.

## Kunden und Produkte
Zu den Kunden der Firma gehörte John Taylor Johnston, der erste Leiter des Metropolitan Museum of Art und Schwiegersohn von James Colles. Johnston ließ seine Wohnstatt an der Fifth Avenue/8th Street von Marcotte ausstatten. Der Baker William Shepard Wetmore ließ sich um 1850 von Seth Bradford sein „Chateau-sur-Mer“ in Newport bauen, das zum Teil von Marcotte im Louis-XV-Stil eingerichtet wurde; Wetmores Sohn George und seine Schwiegertochter Edith kauften später bei Marcotte Möbel, die deutlich weniger den europäischen Wurzeln verhaftet waren. Samuel Colt aus Hartford ließ sich von Marcotte sein Haus „Armsmear“ ausstatten und fuhr eigens nach Frankreich, um diverse Ausstattungsstücke in der Pariser Filiale zu besichtigen. Ein weiterer Kunde war Henry Marquand, der wohl durch Johnston auf Marcotte aufmerksam gemacht worden war. Neben Stücken, die nach Kundenwunsch gefertigt waren, verkaufte Marcotte auch Möbel, die aus vorgegebenen Elementen zusammengestellt werden konnten. Daneben gab es noch Möbel „von der Stange“, wie sie etwa Ogden Codman aus Lincoln für sein Haus „The Grange“ kaufte.
1853 stellte Marcotte ein Sideboard für die Ausstellung im Crystal Palace her, das eine Reaktion auf ein ähnliches Möbel darstellte, welches Alexandre Georges Fourdinois 1851 in London ausgestellt hatte. Eine weitere wichtige Ausstellung war die Jahrhundertausstellung in Philadelphia, auf der er eine Bibliothek und ein Speisezimmer zeigte, und die Weltausstellung in Paris, auf der er eine Goldmedaille gewann.
Bald nach der Ausstellung in Philadelphia erhielt Marcotte seinen wohl größten Privatauftrag, die Ausstattung des Hauses von Cyrus Hall McCormick in Chicago. Konkurrenten um diesen Auftrag waren Herter Brothers und Pottier & Stymus.
In den 1870er und 1880er Jahren kamen asiatische und andere exotische Stilelemente in Mode, die Marcotte bald übernahm.
Wohl 1886 wurde Marcotte beauftragt, die Häuser der Vanderbilt-Töchter Margaret Vanderbildt Shepherd und Emily Vanderbilt Sloane an der Fifth Avenue auszustatten. Diese Arbeiten sind nicht erhalten, aber die letzten dokumentierten Werke Marcottes. Auch das von Richard Morris Hunt gebaute Haus der Vanderbilts in 660 Fifth Avenue wurde unter anderem von Marcotte ausgestattet: Von ihm stammte der exotisch anmutende Billardsalon.
Nach dem Tod Leon Marcottes ging das Geschäft zurück und fiel schließlich aus der Familie heraus. Zwischen 1900 und 1903 erhielt die Firma noch den Auftrag, Ergänzungen an der Bibliothek des Robert W. Patterson House in Washington, D.C. vorzunehmen und am Blauen Raum im Weißen Haus zu arbeiten, aber das Kapital der Firma überstieg nach Marcottes Tod nie mehr 150 000 Dollar, während es zu seinen Lebzeiten etwa 250 000 Dollar betragen hatte.
Werke Marcottes befinden sich heute etwa im Brooklyn Museum und im Lockwood Mathews Mansion.